# 一次資料

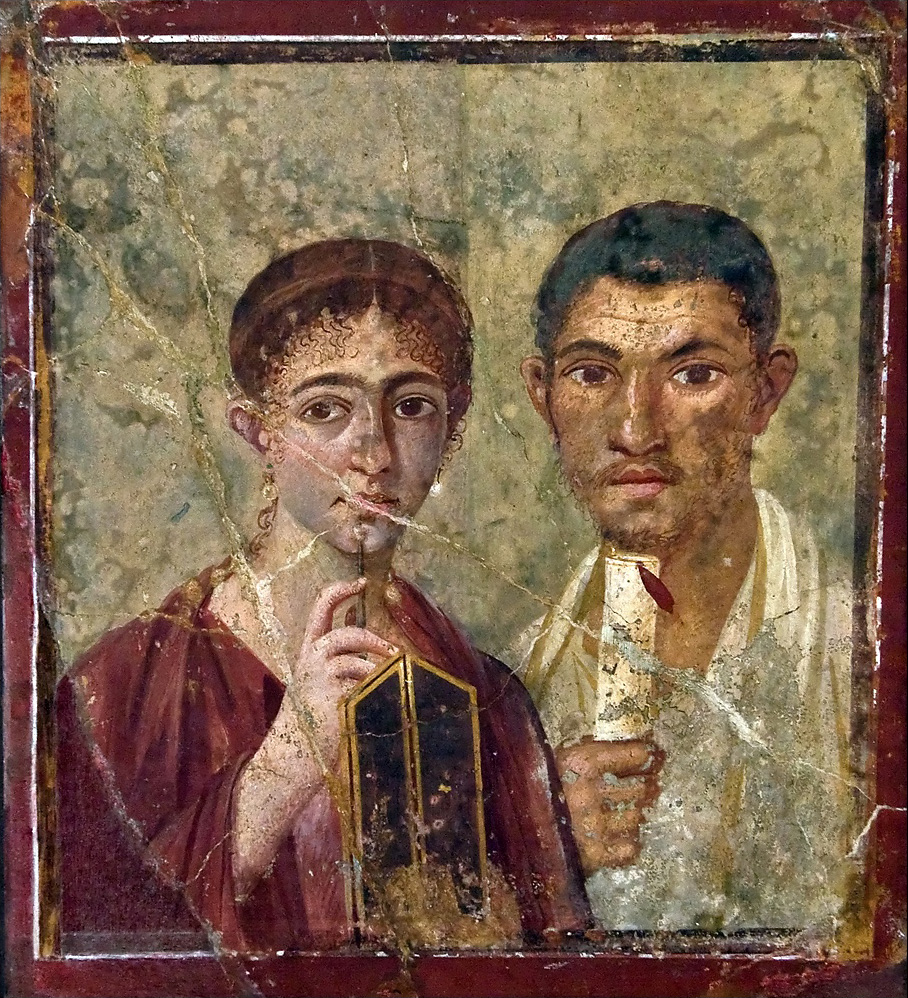
古代ローマの都市ポンペイで発見されたこの壁画は、当時のポンペイの人々に関する一次資料の例である

学問分野としての歴史研究において一次資料（いちじしりょう、英: primary source, original source）とは、対象とする時代において制作された工芸品、文書、日記、写本、自伝、録音・録画、その他の情報源を指す。これはそのテーマに関する大元の情報として利用される。同様の定義は図書館学その他の学問分野でも用いられることがあるが、多少異なった定義を用いる分野もある。報道において、一次資料とはある状況に直接に接した人、あるいはそうした人が記した文書を指す。
一次資料は、それを引用、言及、補足した二次資料とは区別される。一般に、事実に後知恵や歪曲を加えた記述は二次資料である。二次資料はそれをいかに使うかによっては一次資料にもなり得る。例えば回顧録は、そこに記された著者や友人に関する研究においては一次資料とみなされるだろうが、著者が生きた時代の文化を調査するにあたっては二次資料となるだろう。「一次」「二次」は相対的なものとして理解すべきで、それは特定の歴史的文脈と研究テーマに応じて情報源を区別するということである:118–246。

## 分類の重要性

### 歴史学
学術的な文書を執筆するにあたり、情報源を分類する際に特に目標とするのは、その独立性と信頼性を見極めることである。歴史関係の論文を執筆するような場合は、一次資料を用いることがほぼ常に賢明なことであり、「それらが手に入らない場合は、細心の注意を払った上でならば、二次資料を使うことがあり得る。」インドの土木技師E・スリーダランは、一次資料は過去に最も直接的な関係を持っており、二次資料のフィルタに捕らわれない形で「自分の言葉で語っている」と述べている。

### その他の分野
学術的な文書を執筆するにあたり、情報源を分類する際に目標とするのは、その独立性と信頼性を見極めることである。「一次資料」「二次資料」という用語は、歴史的概念の歴史を辿る方法として史学史から生じたものだが、他の多くの学問にも援用されてきている。例えば、科学的理論、文学における物語的要素、その他の作家から作家へと受け継がれる情報、といったものを辿るために使われてきている。
科学文献において、一次資料とは科学者の新しいデータ、調査結果、理論を記したオリジナルの文献をいう。政治史において一次資料とは、公的な報告書、演説、パンフレット、ポスター、関係者の手紙、公的な選挙結果、目撃者の供述、といった文書をいう。思想史やインテレクチュアル・ヒストリーにおいて主な一次資料は、当時の知識人により書かれた本、随筆、手紙となる。こうした知識人には歴史家も含まれ、その場合その本や随筆は歴史家本人に関する一次資料とはなるが、彼の研究分野に関しては二次資料ということになる。宗教史において、一次資料は聖典および儀式に関する規定となる。
文化史の研究では、小説や演劇といった作り事の情報源を扱うことがある。広義の一次資料として、当時の写真、ニュース映画、コイン、絵画、建築物といった人工物も含まれる。歴史家は考古遺物や対象に関する口頭の報告やインタビューを用いることもある。文字で記された情報源は、次の三種に類型化される。
- 叙述史料（文学的情報源）は、物語やメッセージを伝える。これは作り事の情報源（これは同時代の世相に関する情報源になり得る）に限らず、日記、映画、伝記、主要な哲学的著作・科学的業績も含まれる。
- 外交的情報源は、憲章や法的文書といったもので、通常は所定の体裁に従って作られる。
- 社会的文書は、出生届や納税記録のような、組織によって作られる記録を指す。

歴史的研究方法論において、歴史学そのものが歴史的な吟味対象になる場合、二次資料は一次資料となる。歴史家の伝記に関しては、その歴史家が著した本は一次資料になるだろう。ドキュメンタリー映画は二次資料とも一次資料ともなり得るもので、それは映画制作者が大元の情報源にどれだけ手を加えたかによる。
ラファイエット大学ライブラリは、いくつかの学問分野に関する一次資料の概要を示している。

## 一次資料の探索
多くの一次資料は個人所蔵されているものだが、公文書館、図書館、博物館、保存会、特別コレクションに収められたものもある。それらは公開されているものもあれば、非公開のものもある。それらの中には大学や研究機関と提携しているものもある。特定の地域に関する資料が多くの異なった施設に散らばり、それが元の場所から離れていることもある。例えばカリフォルニアのハンティントン・ライブラリーは英国で書かれた多くの文書を所蔵している。
米国では一次資料の電子的な複製を多くの場所で入手できる。アメリカ議会図書館はいくつかの電子化されたコレクションを管理し、そこでそれらを入手できる。例として『American Memory』と『Chronicling America』がある。アメリカ国立公文書記録管理局も『Digital Vaults』で電子化されたコレクションを管理している。米国デジタル公共図書館は多くの図書館、公文書館、博物館の電子化された一次資料のコレクションを検索できる。インターネットアーカイブにも様々な形態の一次資料がある。
英国ではイギリス国立公文書館が、自らのコレクションのみならず『Access to Archives』に登録された他の提携施設の多くの一次資料を統合的に検索できるようにしている。国立公文書館の様々な種類の文書（遺言状を含む）の電子的コピーが『DocumentsOnline』で入手可能になっている。入手可能な文書の殆どはイングランドとウェールズに関連したものである。一次資料の電子的コピーの中には、スコットランド国立公文書館で入手できるものもある。多くのカウンティ記録所 (County Record Office) の資料は『Access to Archives』に含まれているが、独自のオンライン目録で管理している所もある。多くのカウンティ記録所は文書の電子的コピーを提供している。
他の地域でいうと、ヨーロピアナは欧州全域から集めた資料の電子版を管理し、ワールド・デジタル・ライブラリーと Flickr Commons は世界中から集めた資料を管理している。Trove は豪州で作られた一次資料を管理している。
一次資料となる殆どの資料は電子化されておらず、オンラインでは目録や検索支援でしか目にすることができない場合もある。電子化されている資料もされていない資料も、WorldCat、Library of Congress catalog、National Archives catalog などを通じて検索することができる。

## 一次資料の使用
学問分野としての歴史学は一次資料に基づいており、それらは学者のコミュニティによって評価され、彼らはその発見を書籍、記事、論文として発表する。社会史家のアーサー・マーウィックは「一次資料は歴史学において全くもって基礎となるものだ」と述べている。理想的には、歴史学者は研究対象の時代に関わる人々が残した全ての入手可能な一次資料を使うものである。現実には、いくつかの資料は消失したり、研究のために入手できなかったりする。場合によっては、出来事の唯一の目撃譚が、何年も経ってからの回顧録、自叙伝、口頭取材だったりする。遠い昔のある出来事や人物に関する唯一の証拠が、何十年あるいは何世紀も後に書かれたり複製されたものであることもある。昔の原典の拠り所となっている手書きの文書は、複製されたものかもしれないし、複製の断片かもしれない。これは古典学に共通の問題であり、書籍や書簡の要約しか残っていないこともある。一次資料を扱うことの潜在的な難しさにより、学校では通常は二次資料を使って歴史が教えられる。
論文発表を意図して現代史を研究する歴史学者は、入手可能な一次資料にあたるだけでなく、新しい（つまり忘れ去られたり失われた）一次資料を得ようとすることを好む。一次資料は正確であろうとなかろうと、歴史に関する疑問に新たな情報を加えるものであり、殆どの現代史研究は有用な一次資料を見つけるために公文書と専門コレクションを多用することで回っている。歴史に関する研究は、二次資料しか引いていない場合は学問としてまともに取り合って貰えないものであり、それはその研究が独自調査を行なったとはいえないためである。
しかし一次資料（特に20世紀より前のもの）には、潜在的な難しさがあることもある。「実際のところ一次資料は通常、断片的で、曖昧で、分析し解釈するのが非常に困難である。」馴染みのある単語や社会的文脈の、今は使われなくなった語義・意味は、歴史学の初学者が陥る罠の一つである。それゆえ、一次資料の解釈は大学や大学院の専門的な歴史の講義において通常はある程度時間を割いて教えられるが、それに拠らず独学で訓練することも可能である。
一次資料を扱う際の注意点として、次のようなものが挙げられる。
- 論調
- それが想定している読者・聴衆
- 発表の意図
- 作者が立てた仮説
- 作者の結論の根拠
- その主題に関する他の作者に対する作者の賛否
- その主題に関する既知の知識に対する一致・不一致
- 制作された場所（組織的バイアス（英語版））

## 長所と短所
多くの分野と文脈（例えば歴史学的な著述）において、可能ならば一次資料を使うということはほぼ常に推奨される。「一次資料が全く無い場合は、細心の注意を払ってならば二次資料を使って作業することもありうる。」加えて、引き合いに出した著者の知見を二次資料の著者が歪め新たに粉飾するという二次資料につきものの問題を、一次資料を使うことで避けることになる。
しかし、一次資料は必ずしも二次資料より権威があるとか優れているわけではない。そこには、歴史的な情報を歪める先入観や暗黙の無意識な観点が紛れ込んでいるかもしれない。
そうした誤りは二次資料で正され得る。二次資料は時には査読を受け、しっかり出典をつけられ、また将来のキャリアを得るためには方法論的な正確さが重要とされる学会で活動する歴史学者によって書かれたりする。歴史学者は自分が使っている一次資料の正確性と客観性を熟慮し、一次資料と二次資料に厳しい吟味を課す。日記（ネットならばブログ）のような一次資料は、せいぜい出来事に関する個人的意見を記しているに過ぎないかもしれず、その真実性、正確性、完全性は不確かである。
出来事に立ち会ったり目撃した人は、その出来事を誤解していたり、自分の評判を良く見せようと故意にせよ無意識にせよ筆を枉げている可能性がある。人々は不正確かもしれない物語を創作するため、そうした効果は時が経つにつれ増大する。あらゆる情報源に関して、それが一次資料であれ二次資料であれ、バイアスの強さと方向を評価するのは研究者にとって重要である。例として、政府が公表する報告書は出来事を正確に偏りなく記述しているかもしれないが、プロパガンダや隠蔽を目的として検閲されたり歪曲されているかもしれない。事実は、負の光を当てることで真逆に見えるよう歪めることができる。法廷に出される証拠は信頼できるものかもしれないが、一方の立場を支持するよう/支持しないよう歪曲され得るものだと弁護士は教えられる。

## 情報源の分類
多くの情報源は、それが吟味される文脈に応じて一次資料にも二次資料にもなり得る。さらに両者の区別は主観的で文脈依存であるゆえ、厳密な定義を定めるのは難しい。ある本の書評は、本の要約よりも評者の意見が多く含まれるという場合、一次資料になる。
歴史学的な著述において過去の文献から新しい歴史学的結論を導くという場合、その結論の根拠となるのは一次資料である。ある情報源が一次資料にも二次資料にもなり得る例として、死亡記事や、ある雑誌で特定の期間に特定の主題に関する記事が何回掲載されたかの調査といったものが挙げられる。
ある資料が特定の文脈で一次資料・二次資料のどちらとみなされるかは、その分野における現時点での知見の多寡により変わり得る。例えば、ある文献が過去の未発見の書簡の内容に触れているならば、それは大元の情報源に最も近しい既知の資料であるため一次資料とみなし得るだろうが、後にその書簡が発見されたならば二次資料とみなされるだろう。
いくつかの例では、あるテクストを「一次資料」とみなす理由として、大元の実物の複製が存在しないとか、引用した情報に関して最古の現存する情報源である、といった現実問題が挙げられることがある。

## 偽造文書
歴史学者は時折、一次資料と称する偽造された文書に対処しなければならない。こうした偽造品は通常、法的権利を主張したり、家系をでっちあげたり、歴史的な事件に関して特定の解釈を広めるためといった、不正な目的で作られる。文書を精査してその真正性を確かめることを文書形式学という。
何世紀にもわたり、代々の教皇はその宗教的権威を裏付けるものとして、偽造文書であるコンスタンティヌスの寄進状を使っていた。最古の偽造文書の例としてアングロ・サクソン期チャーターがあり、これは11世紀もしくは12世紀から僧院や修道院が土地の権利を主張する裏付けとして多数偽造したもので、本来の文書は失われ現存しない。一次資料の偽造品として特記すべきものの一つとして、教区教会の真鍮記念碑を偽造し設置したエドワード・ディアリング卿がある。1986年にヒュー・トレヴァー＝ローパーはヒトラーの日記を本物と認定したが、それは後に偽物と判明した。近年では、イギリス国立公文書館が偽造文書を保管し、その出所の判明に備えている。しかし近現代を扱う歴史学者が何らかの重要性を伴なう偽造文書に出会うことは滅多に無い:22–25。